# 윤상민 (사진가)
윤상민(1952년 8월 12일 ~ )은 대한민국의 사진작가이다. 그리고 이비인후과 의사이기도 하다.
이비인후과 의사에서 전업 사진작가의 길로 가게 된 동기는 우연한 실수에서 비롯되었다. 실수로 얻어진 그림처럼 표현된 사진을 어느 날 발견하고 사진을 그림처럼 의도적으로 표현하는 방법에 대해 오랜 기간 연구 하였다. 순수하게 카메라 움직임을 이용한 촬영만으로 사진이 그림처럼 표현되는 새로운 촬영방법을 세계최초로 창안하여 그 이론과 실제 촬영작품을 모아서 사진 책 3권을 저술하였다.
책 출간후 미국 Darkroom gallery에서 Dream 이란 주제로 초대 전시 (2017년 1월 5일~ 1월 29일)를 하면서 한국보다 먼저 미국에서 사진작가로 데뷔하였다. 데뷔후 Darkroom gallery의 요청으로 다시 한번 Metamorphosis주제로 전시하였다(2018.7.25~9.2.).
1984년부터 가톨릭의대 이비인후과 교수로 재직하다가 1997년에 퇴직하고 윤상민이비인후과를 개원하였다.  사진에만 전념하기 위해 2019년부터는 이비인후과 개원을 그만두고 전업 사진가로 활동 중이다. 한중미술협회 회장(2020년 1월~현재)으로 있다.
한중미술협회에서 2018년부터 활동하게 되면서 중국 전시도 활발하게 진행하였다. 특히 중국 루산시 미술관 초대 윤상민개인전(2019.3.26~4.1.)
과 중국 웨이하이시 미술관 초대 윤상민개인전(2019.10.11~13)
,  에서는 중국인들의 폭발적인 관심과 호응으로 중국 루산시 TV방송국 뉴스와 웨이하이시 TV방송국 뉴스에 윤상민개인전에 관한 소식이 비중 있게 방영되었다.

## 학력
- 1970년 경동고등학교 졸업
- 1976년 가톨릭 대학교 의과대학 졸업
- 1986년 가톨릭 의대 대학원 석사 졸업
- 1991년 가톨릭 의대 대학원 박사 졸업

## 경력
- 2020년 1월 ~ 2021년 5월 한중미술협회 회장[14][15]
- 2019년 1월 ~ 2019년 12월 한중미술협회 부회장
- 1997년 9월 ~ 2018년 12월 윤상민이비인후과의원 원장
- 1984년 3월 ~ 1997년 8월 가톨릭 의대 이비인후과 교수

## 전시회

### 개인전
- 2022 K&P gallery 초대 개인전 ' From the light ' (뉴욕, 미국)[16]
- 2022 Laird art gallery 초대 개인전' From the light ' (토론토, 카나다)[17]
- 2022 SEP Gallery 초대 개인전' From the light ' (뉴저지, 미국)[18]
- 2022 카포레 초대 개인전 '빛으로부터'(양평, 한국)[19]
- 2022 인사아트센터 개인전 '빛으로부터'(서울, 한국)[20]
- 2022 교하아트센터 초대 개인전 '빛으로부터'(파주, 한국)[21]
- 2021 뉴욕 K&P 갤러리 초대 개인전(뉴욕, 미국)[22][23][24][25][26]
- 2021 Medina Roma Galleria 개인전(로마, 이탈리아)[27][28]
- 2021 성남문화재단 책테마파크갤러리 초대 개인전(분당, 한국)[29]
- 2021 고등군사법원 초대 개인전(서울, 한국)[30]
- 2020 동방갤러리 초대 개인전(부산, 한국)[31][32]
- 2020 카포레 갤러리 초대 개인전 (양평, 한국)[33][34][35][36]
- 2020 혜원갤러리 초대 개인전 (인천, 한국)[37]
- 2020 탐네 갤러리 초대 개인전 (남양주,한국)[38][39]
- 2019 Sun Art Space Gallery개인전 (북경시, 중국)[40][41]
- 2019 위해시 미술관 초대 개인전 (위해시, 중국)[42][43][44]
- 2019 루산시 시립미술관 초대 개인전 (루산시, 중국)[45]
- 2019 대한민국 국회 초대 개인전 (서울, 한국)[46][47][48][49][50]
- 2019 장안 갤러리 초대 개인전 (서울, 한국)[51]
- 2019 세미원 초대 개인전 (양평, 한국)[52]
- 2018 마법의 사진 2018 개인전 (경인미술관, 서울, 한국)[53]
- 2018 장안 갤러리 초대 개인전 (서울, 한국)[54][55]
- 2017 미래에서 온 사진 개인전 (경인미술관, 서울, 한국)[56]

### 단체전
- 2021 크로아티아 폴라 국제사진전(Croatia Pula International Photo Exhibition) (마키나 갤러리 폴라, 크로아티아)[57]
- 2021 제19회 부산 국제 환경예술제 (부산광역시청 전시실,한국)[58]
- 2021 한중미술협회 목포 한중교류전(세한대학교 목포교육원,한국)[59]
- 2021 크로아티아 모토분 국제사진전 (모토분, 크로아티아)[60]
- 2021 대한민국 국회갤러리 초대 한중미술협회전(서울, 한국)[61][62]
- 2021 다솜갤러리 초대 한중작가 교류전(서울, 한국)[63]
- 2021 교하아트센터 초대 한중미술협회전(파주, 한국)[64]
- 2021 광주광역시 차이나센터 초대 한중미술교류전(광주 광역시, 한국)[65][66]
- 2021 갤러리 관악 초대 한중미술협회 한중문화 교류 특별전(서울, 한국)[67][68]
- 2020 카포레갤러리 초대 한중미술교류전  (양평, 한국)[69][70]
- 2019 노비리구레 국제사진전 (챔피온 뮤지움, 노비리구레, 이탈리아)[71]
- 2019 주중 한국문화원초대 한중미술교류전 (북경시, 중국)[72]
- 2019 대한민국 국회초대 한중미술교류전 (서울, 한국)[73]
- 2019 국방부 고등법원초대 5개국 국제전시회 (서울, 한국)[74][75]
- 2019 초원시 시립미술관 초대전 (초원시, 중국)[76]
- 2019 비움갤러리 초대 3인전 (서울, 한국)[77]
- 2019 세미원 초대 한중미술교류전 (양평, 한국)[78][79]
- 2019 공유데이051 초대전 (부산, 한국)[80]
- 2018 Darkroom gallery 초대전 “Metamorphosis” (Vermont, U.S.A.)[81]
- 2018 대한민국 국회초대 한중미술교류전 (서울, 한국)[82]
- 2018 KIAF(Korea International Art Fair) (서울, 한국)[83]
- 2018 BAMA 2018, Busan Annual Market for Art (부산, 한국)[84]
- 2018 Florence International Photo Exhibition (Galleria Mentana,Florence, Italy)[85]
- 2018 Korea and Ukraine Contemporary Exhibition (Kyiv, Ukraine)[86]

- 2018 제19회 대한민국 다향축전 초대전 (마산, 한국)[87]
- 2018 한중미술협회 3주년 작가 초대전(인천, 한국)[88][89]
- 2017 Darkroom gallery 초대 Dream 국제전시(버몬트, 미국)[90]

## 저서
- 마법의 사진-이야기가 있는 나무(2020년) ISBN 9791187731191
- 마법의사진 2018 (2018년) ISBN 9788992676632
- 마법의 사진 (2017년) ISBN 9788992676588
- 미래에서 온 사진 (2016년) ISBN 9788992676533